# Moise Gomboș
Moise Gomboș (n. 1866, Giula– d. 1943) a fost delegat la Marea Adunare Națională de la Alba Iulia de la 1 decembrie 1918, din partea cercului Giula, jud. Mureș, organismul legislativ reprezentativ al „tuturor românilor din Transilvania, Banat și Țara Ungurească”, cel care a adoptat hotărârea privind Unirea Transilvaniei cu România, la 1 decembrie 1918.

## Biografie
Moise Gomboș  a fost agricultor, membru în consiliul parohial din Giula. A decedat la Arad în anul 1943.

## Activitate politică
A fost delegat din partea cercului Giula, comitatul Bichiș (județul Mureș) la Marea Adunare Națională de la Alba Iulia din  1 decembrie 1918. După 1918 se stabilește la Arad, a fost și membru al P.N.T.